# Route départementale 43 (Finistère)
Pour les articles homonymes, voir Route 43.
La route des Trépassés, abrégée en D 43, est une des Routes du Finistère, qui relie d'abord Quimper (par la D 765) à Pont-Croix en évitant Douarnenez, puis dessert Cléden-Cap-Sizun, Esquibien et la Pointe du Raz en évitant Audierne.

## Tracé de la D 43

### EntreQuimperetConfort-Meilars
- Carrefour giratoire entre D 765 (Quimper, Douarnenez) et D 43 : Bellevue, commune de Gourlizon
- Le Fort, commune de Gourlizon (D 57)
- Carrefour giratoire entre D 43 et D 143 (Douarnenez, Landudec) à Pouldergat
- Lanviscar
- Carrefour giratoire entre D 765 (Audierne, Douarnenez) et D 43 : La Carrière (à 1km de Confort-Meilars)

### Après Pont-Croix
- Intersection avec D 765 à Lanverrien (Pont-Croix)
- Intersection aux Quatre Vents (Esquibien) avec D 43a
- Goulien
- Cléden-Cap-Sizun
- La D 43 continue en voie communale en direction de la Baie des Trépassées (entre la pointe du Van et la pointe du Raz) où elle rejoint la D 607.

## Antennes de la D 43

### D 43a
La D 43a relie la D 43 au lieu-dit Les Quatre Vents à la D 784 à Esquibien à la sortie d'Audierne en direction de la pointe du Raz. La route ainsi que la D 43 en direction de Pont-Croix fut complètement réaménagée en 2003 afin de servir de rocade d'évitement d'Audierne pour les usagers en faisant Douarnenez-Pont-Croix (D 765) à Plogoff-Pointe du Raz (D 784).
- Intersection aux Quatre Vents (Esquibien) avec D 43
- Carrefour giratoire entre D 43a et D 784 (Audierne, Pointe du Raz) à Esquibien, commune d'Audierne

### D 143
La D 143 relie Douarnenez à Pouldrezic où elle rejoint la D 2 en direction de Pont-l'Abbé en passant par Pouldergat et Landudec.
- Carrefour giratoire entre D 765 (Audierne), D 7a (Douarnenez-Tréboul, Poullan-sur-Mer, Pointe du Van) et D 143 : Pouldavid, commune de Douarnenez
- Pouldergat,  Carrefour giratoire entre D 43 (Pont-Croix, Quimper) et D 143
- Intersection avec la D 243 en direction de Guiler-sur-Goyen
- Landudec, intersection avec la D 784 (Quimper, Audierne)
- Pouldrezic, intersection avec la D 40 (Quimper, Pouldrezic-Penhors)
- Carrefour giratoire entre D 143 et D 2 (Audierne, Pont-l'Abbé) : Créhen, commune de Plovan